# Taphrocerus nicolayi
Taphrocerus nicolayi är en skalbaggsart som beskrevs av Jan Obenberger 1924. Taphrocerus nicolayi ingår i släktet Taphrocerus och familjen praktbaggar. Inga underarter finns listade i Catalogue of Life.